# 田延年
田 延年（でん えんねん、? - 紀元前72年）は、前漢の人。字は子賓。先祖は斉の田氏の一族であったが、高祖劉邦の時代に関中の陽陵に移住した。

## 略歴
田延年は才能があり大将軍の幕府の仕事に従事した。大将軍霍光に重んじられ、大将軍長史に遷った。その後河東太守となり、尹翁帰を抜擢して豪族を抑えた。
元鳳6年（紀元前75年）に大司農となった。
元平元年（紀元前74年）、昭帝が死亡すると、昌邑王劉賀が擁立され皇帝に即位したが、淫乱の行いがあったため、霍光は大臣たちと廃位について議論した。大臣たちは驚いて誰も発言しなかったが、田延年は剣に手をかけて霍光に従うよう促したため、大臣たちは霍光の判断に任せた。そこで昌邑王は廃位されて劉病已（宣帝）が皇帝に即位した。田延年はこの功績で陽成侯に封じられた。
それ以前、田延年は昭帝の葬儀の際に急に物資が必要になった際、「商家があらかじめ葬儀用の品を買い溜めし、この時に高く売ろうとしており、民がすべきことではないので没収すべき」と言って裁可された。茂陵の資産家である焦氏、賈氏がこれを恨みに思い、金を使い田延年の悪事を探して彼の汚職疑惑を丞相府に告発した。
大将軍霍光はその疑惑について隠蔽し彼を助けようとしたが、田延年は「大将軍の幕府から出て爵位を得た身の私にこのようなことは無い」と言って隠蔽を拒んだ。霍光はこれ以上は彼を助けず、田延年は彼を廷尉へ連行する使者が来るのを知ると自殺した（本始2年（紀元前72年））。陽成侯国は没収された。